# Riedgraben (Bruckbach)
Der Riedgraben ist ein linker und östlicher Zufluss des Bruckbachs bei Westheim im mittelfränkischen Landkreis Weißenburg-Gunzenhausen. 

## Verlauf
Der Riedgraben entspringt auf einer Höhe von 536 m ü. NHN südöstlich des Kernorts von Ostheim zwischen dem Rechenberg im Nordosten und dem Hulzenberg im Süden. Der Riedgraben fließt nach westlichem Lauf von rund 1,6 Kilometern auf einer Höhe von 460 m ü. NHN südlich von Ostheim unweit einer Kläranlage von links in den Bruckbach.